# Peppe Consolmagno
Peppe Consolmagno (Rimini, 1958) è un cantante, musicista e critico musicale italiano, conosciuto anche per la sua ricerca ed il suo lavoro nella liuteria e nella costruzione di strumenti musicali a percussione.

## Biografia
Consolmagno ha scoperto la sua vocazione musicale in maniera molto diversa da altri musicisti: dapprima, da bambino, costruendosi strumenti con oggetti di recupero e più tardi viaggiando per il mondo. Non era interessato alla musica classica o rock, ma al timbro del suono che da adulto ha sviluppato in modo originale.
La sua musica si esprime attraverso strumenti che appartengono a culture extraeuropee, come quella del Brasile (principale fonte di ispirazione), dell'Africa e dell'Asia come il gong birmano, la conchiglia, le tazze da meditazione, i vasi africani, i flauti a una nota pigmei, i tamburi ad acqua, il berimbau e il caxixi, uniti alla voce e ad uno stretto rapporto intimistico con essi. Consolmagno in questo modo crea una dimensione dove prevale il suono naturale assieme al silenzio e al ritmo.
Al suo attivo figurano numerosi concerti presso importanti eventi internazionali come Umbria Jazz, Montréal International Jazz Festival in Canada, Jazz o Brasil a Parigi, Kunstamt Stegliz a Berlino, Drum 2000, festival delle percussioni a Bologna, Festival di Musica da Camera a Tolentino, Festival Visionaria di Siena, Percussion World and Sound PWS7 ad Asti, RAI RadioTre Suite, Jaco Pastorius Music Festival a Coriano, V° World Music Festival a Roma, Musica dei Popoli a Firenze, Festival Sete Sóis Luas a Castro Verde in Portogallo, Festival Internazionale di Susa in Tunisia, Festival Banlieues Bleues a Parigi, Scat Jazz Club di Madeira, Festival de Órgão da Madeira.e molti altri.
Consolmagno ha un'attività di ricerca musicologica, che lo porta a tenere seminari e laboratori sulla musica extraeuropea e sulla costruzione degli strumenti a percussione, che tra l'altro egli stesso ha costruito per Naná Vasconcelos, e per molti altri musicisti come Cyro Baptista, Trilok Gurtu, Glen Velez, Flora Purim, Duduka da Fonseca, Paolo Vinaccia, con i quali spesso ha suonato insieme. E ha suonato anche con Billy Cobham, Antonello Salis, Antonio Marangolo e tanti altri.
Come giornalista, scrive per riviste specializzate e quotidiani come Musica Jazz, World Music, Percussioni, Strumenti Musicali, Il manifesto ed altre. È stato invitato due volte come unico europeo al "III e IV PercPan", Panorama Mondiale della Percussione, a Salvador de Bahia. È tra i vincitori di Arezzo Wave nel 1995.
Vive a Tavullia.

## Discografia

### Solista
- 2005 - Kalungumachine con Peppe Antonio Marangolo
- 2005 - Timbri dal mondo
- 2005 - Iskh Bashad con Beppe Grifeo, Mouna Amari, Enzo Rao
- 2005 - Fandango Jazz Festival Rome Italy 15th July 2004 con  Nanà Vasconcelos e Antonio Salis
- 2012 - Flowing Spirits con  Nicola Salvatori e Simone Spinaci

### Con La Quarta Via
- 2000 - Viaggio fuori dal corpo

### Odwalla feat. Doussou Tourré, Peppe Consolmagno e Billy Cobham
- 2002 - Kratos e Bia

### Con Ishk Bashad
- Live At Womad 2001

### Con Marangolo Quartetto Orizzontale
- 2009 - Marangolo Quartetto Orizzontale

### Collaborazioni
- 1990 - All'una e trentacinque circa, di Vinicio Capossela
- 1993 - Qualcosa di meglio Sergio Endrigo (Grd – 508 321-2)
- 2010 - Patatuey, di Daniele Pasini
- 2014 - A due voci, di Mirco Marchelli